# 松中站
松中站（韓語：송중역）是朝鮮民主主義人民共和國咸鏡南道德城郡松中里的一個鐵路車站，属于德城線。

## 邻近车站
德城線
三岐站 - 松中站 - 上一站